# Kłodzko
Kłodzko, (în germană Glatz), este un oraș în Voievodatul Silezia de Jos din Polonia. Are o populație de 29.800 locuitori (2002) și o suprafață de 25 km².

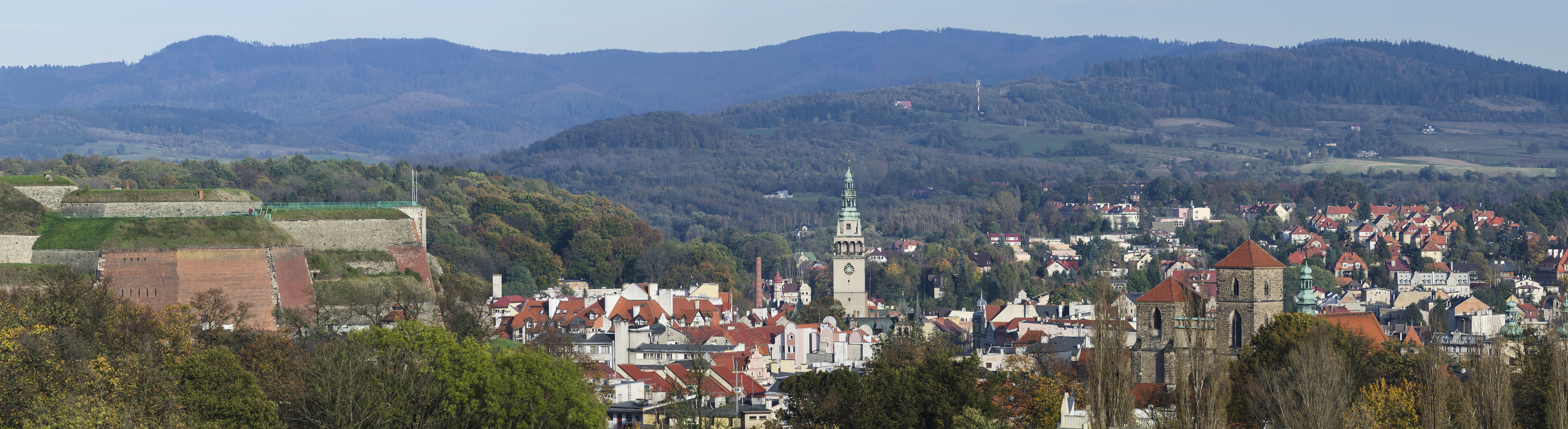
Kłodzko